# Das schöne Ende dieser Welt
Das schöne Ende dieser Welt ist ein deutscher Fernsehfilm von Rainer Erler, der im Jahr 1983 von der Pentagramma im Auftrag des ZDF produziert wurde. Die Erstausstrahlung im Fernsehen war am 10. Januar 1984. Wissenschaftlicher Berater des Films war Fritz Vahrenholt, seinerzeit Ministerialrat im Hessischen Landesministerium für Landesentwicklung, Umwelt, Landwirtschaft und Forsten.

## Handlung
Der Chemiker Dr. Brandt wird von seiner Firma nach Australien geschickt, um dort heimlich Vorbereitungen zum Bau eines Zweigwerkes zur Produktion von in Europa verbotenen Chemikalien zu treffen. Während des Fluges nach Perth macht er die Bekanntschaft der Stewardess Elaine, mit der er sich verabreden will. Diese lehnt erst ab, aber später kommt ein Mann mit der Visitenkarte, die er Elaine gegeben hatte, mit der Nachricht sie am nächsten Tag zu treffen. Als er bei der angegebenen Adresse ankommt, wird er brutal zusammengeschlagen, und man legt ihm nahe, sofort wieder abzureisen...

## Kritiken
„Ein Film, der zwar durch die Fülle der Fakten, das brisante Thema und das glaubhafte Engagement für sich einnimmt, der wegen seiner Vereinfachungen und der abenteuerlichen Rahmenhandlung aber kaum überzeugt.“